# Rue Spinoza
Pour les articles homonymes, voir Spinoza (homonymie).
La rue Spinoza est une voie du 11e arrondissement de Paris, en France.

## Situation et accès
La rue Spinoza est une voie publique située dans le 11e arrondissement de Paris. Elle débute au 103, avenue de la République et se termine au 81, boulevard de Ménilmontant.
Située sur le flanc droit du lycée Voltaire, elle n'a à l'origine pour seul but que d'éloigner le vis-à-vis d'immeubles voisins, afin de préserver la tranquillité de l'établissement.

## Origine du nom

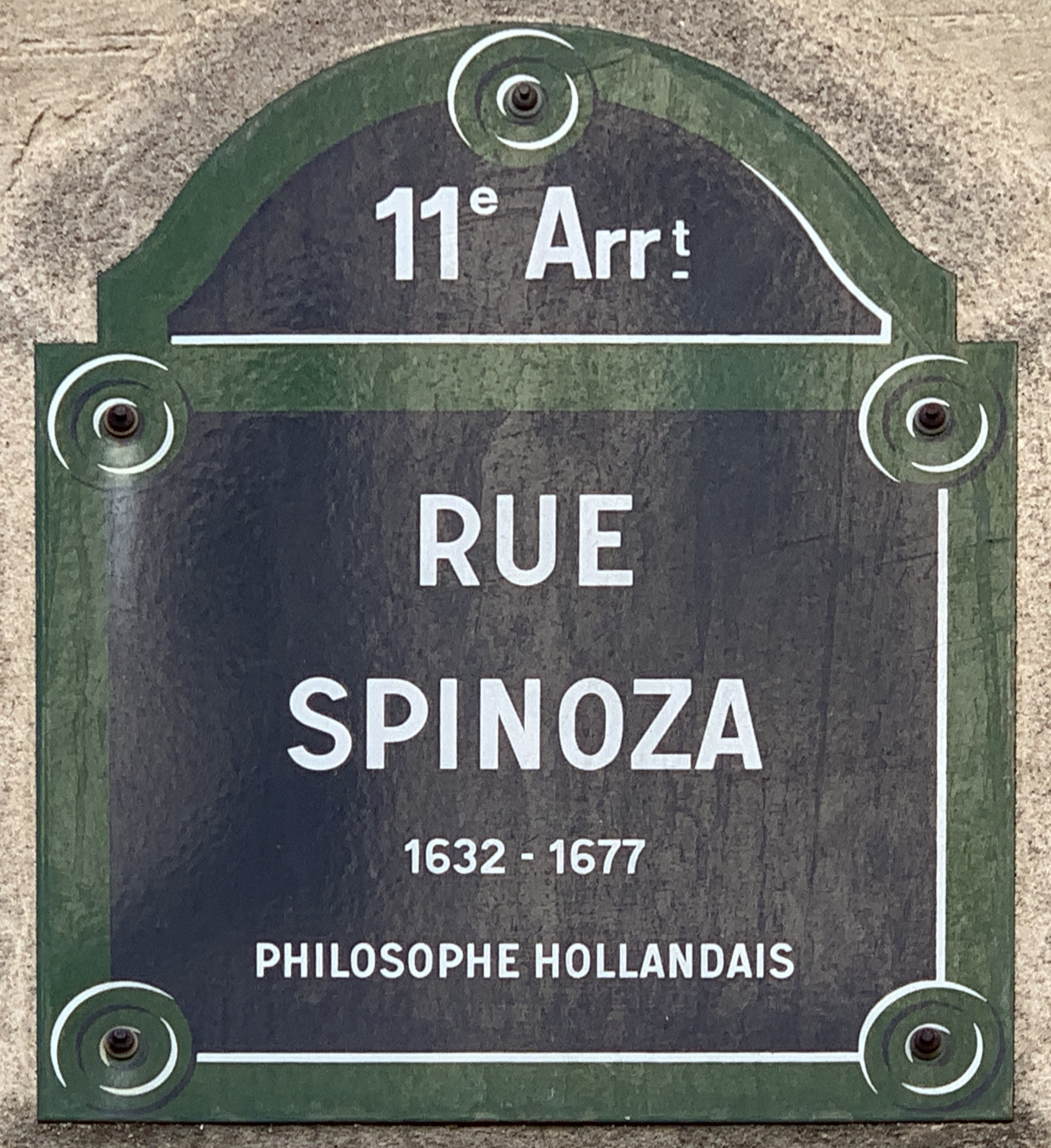
Plaque de la rue.

Elle porte le nom du philosophe luso-hollandais Baruch Spinoza (1632-1677) ; né de parents portugais aux Pays-Bas.

## Historique
Cette voie est ouverte par un décret du 6 juillet 1882 et prend sa dénomination actuelle par un arrêté du 10 novembre 1885.